# Давид II (цар Кахеті)
Давид II (Імам Кулі-хан) (1678 — 2 листопада 1722) — цар Кахетії (1709–1722), старший син царя Іраклія I та Анни Чолокашвілі.

## Життєпис
1703 року на прохання свого батька Іраклія 25-річний царевич Давид, який прийняв іслам, був призначений перським шахом Солтан Хусейном (1694–1722) новим царем Кахетії. 1703 року Давид в Карагаджі зайняв царський трон.
Давид постійно відряджав до Персії дітей кахетинських вельмож як заручників. Невдовзі він із військом вторгся до Картлі та несподівано підійшов до Тбілісі. Вахтанг VI відрядив до нього послів, зажадавши пояснень. Давид вибачився й повернувся до своїх земель.
1709 року після смерті батька Давид вирушив до перського шаха, щоб той затвердив за ним царський престол. Тим часом лезгини продовжували нищівні набіги на кахетинські володіння. 1712 року царевич Теймураз прибув до Тбілісі, де одружився з картлійською царівною Тамарою, дочкою Вахтанга VI. Давид же упродовж п'яти років перебував при дворі перського шаха Солтан Хусейна.
У листопаді 1722 року Давид II помер у Магаро. Після його смерті деякі кахетинські вельможі почали підтримувати кандидатуру Костянтина (Махмад Кулі-хана), а інші — його молодшогго брата Теймураза. Спочатку правителем став Теймураз, який почав правити за допомогою дружини свого покійного брата. Лезгини вторглись до Кахетії та розграбували Тіанеті. Теймураз із кахетинським військом виступив проти лезгинів і завдав їм серйозної поразки. 1723 року перський шах призначив новим царем Костянтина (Махмудкулі-хана), молодшого зведеного брата Давида II.

## Родина
Давид II був одружений з дочкою шамхала тарковського. Діти:
- Леван (Махмуд-Різа-мірза) (пом. 1734), іранський намісник Гянджі,
- Олександр (Назар-Алі-мірза) (пом. 1737), намісник у Тбілісі,
- Назар-мірза (пом.1750).